# 코하루의 나날
《코하루의 나날》(일본어: こはるの日々 고하루노히비[*], 영어: Koharu's daily life)은 오시로 요코의 연재 만화이다. 코단샤 발행 《good! 애프터눈》 제2호(2009년 1월 발행)부터 제25호(2012년 11월 발행)까지 연재되었다.